# Jim Crockett Promotions
Jim Crockett Promotions fue una promoción de lucha libre al final de la era de los territorios en el wrestling de los Estados Unidos, cuyo dueño era Jim Crockett, Jr. hasta 1980. Fue el territorio más importante de la National Wrestling Alliance (NWA) y predecesor de la World Championship Wrestling (WCW).

## Historia
En 1931, Jim Crockett empezó a promocionar la lucha libre, además de otros proyectos (hockey y béisbol). En 1951, la compañía se afilió a la National Wrestling Alliance, al que le enviaba los luchadores más destacados. Su área de operaciones eran los estados de Virginia, Carolina del Norte y Carolina del Sur.
En 1970, el nombre de la compañía sufrió un cambio de nombre y de dueño, Jim Crockett Jr. cogiendo las riendas de la Mid-Atlantic Wrestling de su difunto padre. En este periodo de tiempo, la M-AW subió hasta tal punto que recibió otro título por el cual sus luchadores podrían competir, el Campeonato Atlántico Medio de la Televisión. En 1975 la Mid-Atlantic decidió establecer sus propias versiones del Campeonato Mundial NWA de Parejas y del Campeonato Completo NWA de Estados Unidos, que serían las máximas preseas de las modalidades de lucha de parejas y singular, respectivamente. Los campeonatos fueron los únicos que quedaron después de que en 1982 las otras versiones que existían en otras promociones afiliadas a la NWA fueron abandonadas.
En 1988, Ted Turner, dueño del canal WTBS que pasaba los programas de Crockett, compró la compañía y la renombró como World Championship Wrestling, por el programa de los sábados por la tardes. Jim Crockett Jr. mantuvo su posición como presidente de la NWA hasta 1991, pero para ese tiempo, con casi todas las otras promociones de la NWA cerradas por la expansión de la WWF y la misma WCW, el Campeonato Mundial Completo NWA ya era propiedad de la WCW de hecho (con algunos viajes a la All Japan hasta 1989), la NWA era puramente sinónimo de la lucha de la WCW, situación que duró hasta 1991 cuando Jim Herd sucedió a Crockett como presidente de la NWA.

## Campeonatos[2]
- Campeonatos de Jim Crockett Promotions